# Айгурский сельсовет
Айгу́рский сельсове́т — упразднённое сельское поселение в составе Апанасенковского района Ставропольского края России.
Административный центр — посёлок Айгурский.

## География
Находится в южной части Апанасенковского района. Площадь сельсовета — 225,19 км².
Протекает река Айгурка.

## История
С 16 марта 2020 года, в соответствии с Законом Ставропольского края от 31 января 2020 г. № 3-кз, все муниципальные образования Апанасенковского муниципального района, включая Айгурский сельсовет, были преобразованы путём их объединения в единое муниципальное образование Апанасенковский муниципальный округ.

## Население
| 1989  | 2002  | 2010  | 2011  | 2012  | 2013  | 2014  |
| ----- | ----- | ----- | ----- | ----- | ----- | ----- |
| 1694  | ↘1501 | ↘1374 | ↘1373 | ↘1361 | ↘1341 | ↘1311 |
| 2015  | 2016  | 2017  | 2018  | 2019  | 2020  |       |
| ↘1275 | ↘1272 | ↘1238 | ↗1243 | ↗1250 | ↘1212 |       |

### Национальный состав
По итогам переписи населения 2010 года проживали следующие национальности (национальности менее 1 %, см. в сноске к строке «Другие»):
| Национальность | Численность | Процент |
| -------------- | ----------- | ------- |
| Русские        | 1029        | 74,89   |
| Даргинцы       | 139         | 10,12   |
| Осетины        | 107         | 7,79    |
| Армяне         | 28          | 2,04    |
| Абазины        | 16          | 1,16    |
| Другие         | 55          | 4,00    |
| Итого          | 1374        | 100,00  |

## Состав сельского поселения
| № | Населённый пункт | Тип населённого пункта          | Население |
| - | ---------------- | ------------------------------- | --------- |
| 1 | Айгурский        | посёлок, административный центр | ↗800      |
| 2 | Водный           | посёлок                         | ↘300      |
| 3 | Хлебный          | посёлок                         | ↘200      |

## Органы власти
Дума Айгурского сельсовета
Администрация Айгурского сельсовета
- Гончаров Анатолий Викторович (c 13 марта 2011 г. — 2-й срок)
- Трофименко Алексей Сергеевич
- Веденская Татьяна Юрьевна (род. 1985). До избрания занимала должность управляющего делами Айгурского сельсовета[17]

## Инфраструктура
- Дом культуры
- Фельдшерско-акушерский пункт

## Образование
- Детский сад
- Средняя общеобразовательная школа

## Экономика
- Сельскохозяйственное предприятие «Айгурский»
- Племзавод

## Памятники
- Памятник воинам, павшим в годы Великой Отечественной войны